# Tributyltinhydride
Tributyltinhydride of TBT is een organotinverbinding met als brutoformule C12H28Sn. De zuivere stof komt voor als een kleurloze vloeistof, die goed oplosbaar is in de meeste aprotische organische oplosmiddelen. De zuivere stof is bij −78 °C redelijk stabiel.

## Synthese
Tributyltinhydride kan op laboratoriumschaal bereid worden door tributyltinchloride in di-ethylether te laten reageren met lithiumaluminiumhydride. De stof is redelijk waterstabiel, dus de anorganische bijproducten kunnen via extractie verwijderd worden. Organische verontreinigingen worden verwijderd via snelle destillatie onder hoog vacuüm. De destillatieapparatuur dient onmiddellijk met chloroform gereinigd te worden.

## Eigenschappen en reacties
In het laboratorium wordt de verbinding toegepast om organische halogeniden om te zetten in de overeenkomstige waterstofverbindingen, zoals bij een variant van de Stille-reactie. De reactie verloopt via een radicalair mechanisme. Omdat radicalen naast een halogeen stabieler zijn dan naast waterstof kan bij geminale dihalogeniden selectief een van de twee halogeenatomen verwijderd worden. Tributyltinhydride wordt toegepast in de Fukuyama-indoolsynthese.
Tributyltinhydride reageert in contact met water, met vorming van waterstofgas.

## Toepassingen
Tributyltinhydride wordt sinds het begin van de jaren '70 verwerkt in verf, die gebruikt wordt om de aanslag van algen en zeepokken op de scheepsrompen tegen te gaan (anti-aanslagverf). Zonder gebruik van dergelijke verf neemt het brandstofgebruik tussen de 25 en 50% toe.
De organotinverbinding wordt tegenwoordig in grote hoeveelheden aangetroffen in de havens en vaarroutes. De kwalijke impact van tributyltinhydride is vooral zichtbaar bij purperslakken. Daar veroorzaakt het hormonale problemen waardoor de wijfjes mannelijke geslachtskenmerken krijgen (imposex) en de voortplanting in het gedrang komt.

## Regelgeving
Het gebruik van verf met tributyltinhydride is sinds 1990 verboden op de rompen van schepen kleiner dan 25 meter lang. Op 5 oktober 2001 werd in Londen na afloop van een vijfdaagse diplomatieke conferentie het Internationaal Verdrag inzake de controle van schadelijke aangroeiwerende systemen op schepen goedgekeurd. Hierdoor werd het vanaf 1 januari 2003 wereldwijd verboden om tributyltinhydride nog op schepen te gebruiken en vanaf 1 januari 2008 moest alle tributyltinhydride van de scheepsrompen verwijderd zijn. Dit vanwege misvormingen van de geslachtsorganen van slakken en andere schelpdieren in vaarroutes van schepen.